# مشخیل
مشخیل (به انگلیسی: Mashkel) یک منطقهٔ مسکونی در پاکستان است.